# Shorea cordata
Shorea cordata là một loài thực vật thuộc họ Dipterocarpaceae. Tên gọi của loài cordata xuất phát từ Latin (cordatus = hình tim) để chỉ hình dạng lá cây. S. cordata là một cây lớn, cao tới 50 m, có ở các khu rừng dầu trên các khu vực giàu đất sét bao phủ bên trên lớp đá hoả sinh. Đây là loài đặc hữu của Borneo, có ở Sarawak và NW Kalimantan. Chúng hiện đang bị đe dọa vì mất môi trường sống.